# Nissan Ariya
La Nissan Ariya è un'autovettura elettrica del tipo crossover SUV prodotta dalla casa automobilistica giapponese Nissan a partire dal 2021.

## Descrizione

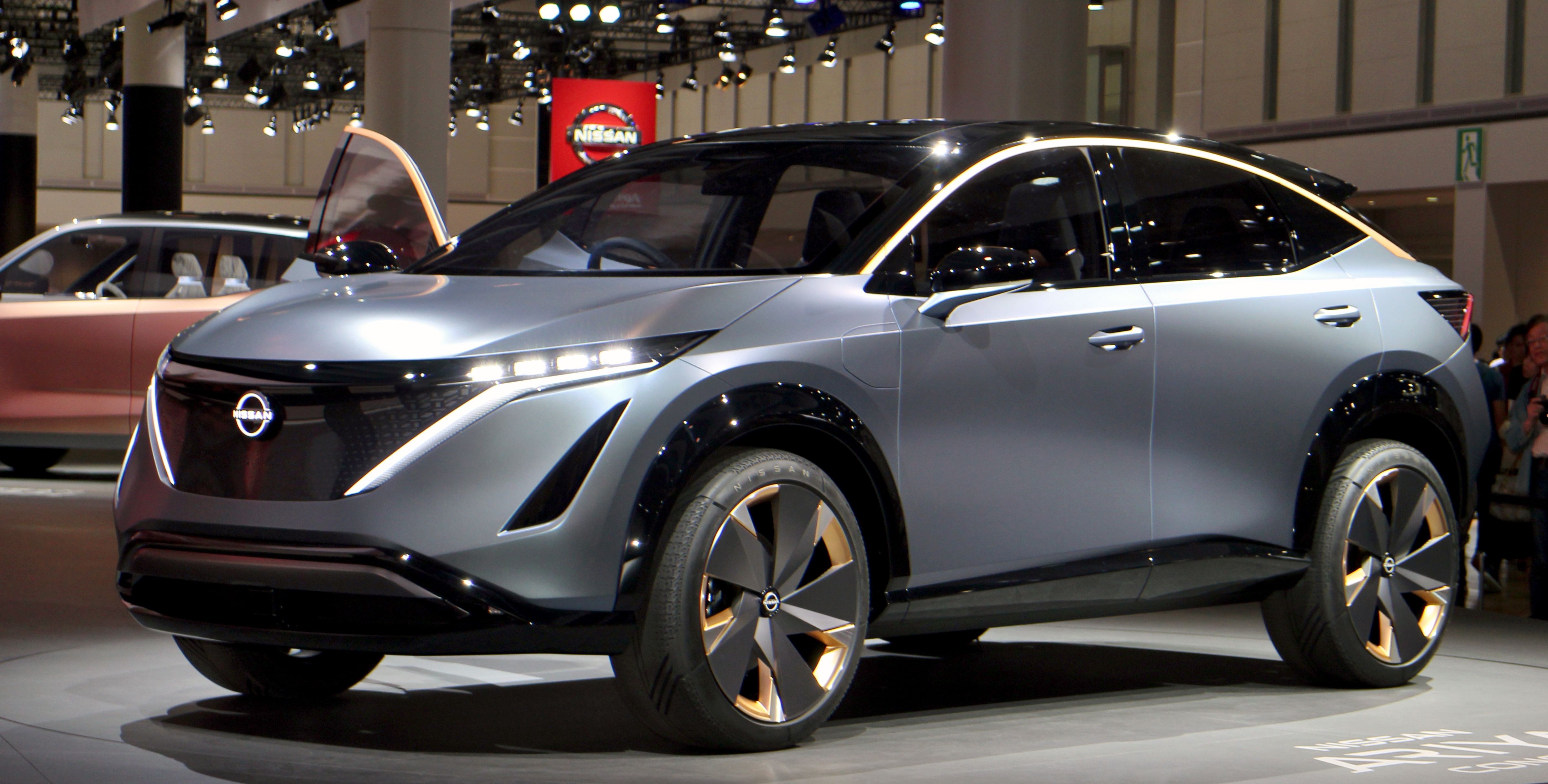
Nissan Ariya Concept al salone di Tokyo 2019

La concept car della Nissan Ariya è stata presentata il 24 ottobre 2019 al salone di Tokyo 2019, la versione di produzione della Ariya è stata presentata nel luglio 2020.
Si tratta di un SUV con la linea del tetto in stile coupé completamente elettrico lungo 4,6 m, che si colloca dimensionalmente tra la Qashqai e X-Trail nella gamma del produttore nipponico. Il veicolo si basa su una nuova piattaforma modulare realizzata appositamente per i veicoli elettrici progettata in simbiosi dalla Renault Nissan Mitsubishi.
Le varianti con la sola trazione anteriore hanno un motore elettrico sull'asse anteriore con una potenza di 160 kW (218 CV) o 178 kW (242 CV), con la velocità massima che è limitata elettronicamente a 160 km/h. Le versioni a trazione integrale hanno una potenza totale compresa tra 205 kW (279 CV) e 290 kW (394 CV) e sono dotate di un secondo motore elettrico posto sull'asse posteriore, sotto il vano bagagli, con velocità massima limitata a 200 km/h.
Ci sono due opzioni per il pacco batterie tra cui scegliere. Quello più piccolo ha una capacità energetica utilizzabile di 63 kWh, il maggiore ne ha 87 kWh. Entrambi sono disponibili con la trazione anteriore o integrale. Secondo il ciclo di omologazione WLTP, l'autonomia dichiarata è compresa tra i 340 e 500 km. A differenza dei modelli venduti in Giappone, la versione europea dispone di una connessione CCS per la ricarica della batteria agli ioni di litio. La potenza di carica massima è di 130 kW.

## Ariya Nismo
Al salone di Tokyo è stata presentata il 12 gennaio 2024 la versione Nismo dell'Ariya, introducendo il quarto modello Nismo del marchio, dopo GT-R, Z e lo Skyline. Questo SUV elettrico è offerto in due versioni: una base con 362 cavalli e 560 Nm di coppia, e una variante avanzata con 430 cavalli e 601 Nm di coppia, alimentata da una batteria di 91.0 kWh. Il design dell'Ariya Nismo comprende un kit di carrozzeria sportiva, ruote da 20 pollici "molto rigide" e pneumatici specifici 255/45 R20.
L'Ariya Nismo introduce una modalità di guida Nismo per una risposta più rapida dell'acceleratore e un suono artificiale ispirato alla Formula E. L'interno si distingue per i sedili anteriori robusti, gli accenti rossi e il marchio Nismo. Sebbene il lancio iniziale sia previsto in Giappone nella primavera del 2024, non c'è ancora conferma della sua disponibilità negli altri mercati.

## Riepilogo versioni
| Modello                          | Motore                            | Potenza kW (CV) | Coppia massima (N·m) | Trazione  | Batteria (kWh) | Autonomia (km) | 0–100 km/h (secondi) | Velocità max (km/h) |
| -------------------------------- | --------------------------------- | --------------- | -------------------- | --------- | -------------- | -------------- | -------------------- | ------------------- |
| Ariya 63 kWh                     | Elettrico, solo anteriore         | 160 (218)       | 300                  | Anteriore | 63             | 360            | 7,5                  | 160                 |
| Ariya 87 kWh                     | Elettrico, solo anteriore         | 178 (242)       | 300                  | Anteriore | 87             | 500            | 7,6                  | 160                 |
| Ariya E-4orce 63 kWh             | Elettrico, anteriore e posteriore | 205 (279)       | 560                  | Integrale | 63             | 340            | 5,9                  | 200                 |
| Ariya E-4orce 87 kWh             | Elettrico, anteriore e posteriore | 225 (306)       | 600                  | Integrale | 87             | 460            | 5,7                  | 200                 |
| Ariya E-4orce 87 kWh Performance | Elettrico, anteriore e posteriore | 290 (394)       | 600                  | Integrale | 87             | 400            | 5,1                  | 200                 |